# Résultats du Racing Club de Lens en Coupe de France
Cet article présente les résultats du Racing Club de Lens en Coupe de France.
La Coupe de France de football, compétition créée le 15 janvier 1917, a toujours échappé au Racing Club de Lens, finaliste à trois reprises. En effet, après une première finale perdue en 1948 face au voisin lillois, supérieur hiérarchiquement, Lens s'est de nouveau incliné en 1975 contre la grande équipe des Verts, puis lors de sa meilleure année contre le Paris Saint-Germain.

## Historique du Racing en Coupe de France

### La première finale de 1948
Dans le ventre mou du classement de deuxième division en 1948, Lens aborde la Coupe de France sans se faire d'illusions. Opposés à Saint-Étienne dès les trente-deuxièmes de finale, les hommes de Nicolas Hibst créent la surprise en éliminant sèchement les Verts, cadors de première division, sur le score de trois buts à zéro en terres rémoises (Lens accueillant déjà le derby entre le Stade béthunois et l'ES Bully-les-Mines). Un mois plus tard, les lensois se déplacent une nouvelle fois à Rouen pour affronter l'AS Bayeusaine, club normand engagé en promotion honneur. Malgré la localisation du match, ce sont bien les nordistes qui reçoivent, et qui s'imposent assez facilement. Le 29 février, Lens connaît une nouvelle fois le scénario des seizièmes. Contre Rennes au Havre, les lensois arrêtent le redoutable buteur rennais Jean Grumellon, et se qualifient in-extremis. Au tour suivant, le Stade français donne du tort au club. Membres eux aussi de Division 1, les franciliens sont néanmoins surpris par la qualité de leur hôte, qui reçoit encore une fois en terrain neutre, à Lyon. Vainqueur par un but d'écart, Lens revient dans la capitale des Gaules pour les demi-finales. Face à une équipe bien connue, les Sports réunis Colmar, Stanis emmène formidablement son équipe, et participe de son triplé à la large victoire lensoise cinq buts à un. Lens devient ainsi le second club de deuxième division, après Charleville en 1936, à se hisser en finale.
Pour le dernier match de la compétition, les lensois héritent d'un adversaire redoutable, l'une des plus grandes équipes de l'après-guerre et double tenante du titre : le Lille Olympique Sporting Club. Le voisin lillois n'a pas eu trop de mal à atteindre la finale, mis à part lors des quarts, étant accroché par le RC Paris (Lille a besoin de disputer un match d'appui se qualifier). Le 10 mai 1948, dans un stade Yves-du-Manoir à Colombes comble (60 739 spectateurs), pas moins de dix joueurs d'origine ou de nationalité polonaise sont alignés. André Cheuva, l'entraîneur losciste, n'innove pas dans sa composition d'équipe, utilisant les mêmes joueurs que l'année précédente et ne changeant que le gardien. Les deux équipes jouent en 4-3-3 avec un milieu central organisateur (Bigot pour Lille et Siklo pour Lens) et un milieu défensif tenant lieu d'arrière supplémentaire (Dubreucq et Ourdouillé). Malgré le statu quo au niveau du jeu, ce sont les lillois qui ouvrent le score par l'intermédiaire de Roger Vandooren, qui s'était déjà illustré lors des deux finales précédentes. Mais les Sang et Or réagissent, et égalisent peu avant la mi-temps, Stanis profitant d'une erreur du gardien. C'est à nouveau lui qui égalise à la soixante-dix-septième minute d'un corner rentrant, après un but de l'inévitable Baratte, meilleur scorer du championnat de France cette même année. La fin du match est d'une intensité remarquable, les deux équipes se battant pour inscrire le but vainqueur. Alors que l'on se dirige vers les prolongations, l'intenable Baratte file droit au but, s'aidant néanmoins fautivement sur Stanislas Golinski, et donne la troisième victoire consécutive du LOSC dans la coupe, égalant la performance du Red Star entre 1921 et 1923.

### Vingt-cinq années de difficultés
Cette finale de 1948 est un déclic pour Lens, qui enchaîne avec une montée en première division l'année suivante. Logiquement, les objectifs du club changent, et les lensois se concentrent en priorité sur le maintien. Face à des adversaires pourtant à leur portée, les Sang et Or se font sortir dès leur entrée dans la compétition quatre fois d'affilée. Ce n'est que lors de la saison 1955-1956 que Lens arrive à passer plus d'un tour, arrivant jusqu'aux quarts de finale. Contre le FC Nancy, pourtant à la traîne en première division, les nordistes sont accrochés jusqu'aux prolongations, et sombrent durant celles-ci. Malmené l'année suivante face aux toulousains, Lens se reprend ensuite, favorisé par des tirages favorables. Mais contre le Stade de Reims, premier pensionnaire de D1 sur la route du Racing, les lensois doivent se frotter aux mythiques Jonquet, Fontaine et Vincent, et plient face aux coups de boutoirs rémois à l'heure de jeu, décisifs également lors de la finale.
Les trois saisons suivantes, Lens chute contre des clubs de division inférieure, le plus petit étant le Stade Malherbe de Caen, membre de CFA.

### Au bout des doigts
Pour la première fois de leur histoire, les joueurs du Racing se mettent au vert avant cette rencontre, à Saint-Germain-en-Laye. Jacques Marie, le capitaine, en profite pour essayer de négocier une prime en cas de victoire, refusée par le président Jean Bondoux, qui lui explique que jouer en Coupe de France coûte de l'argent.

## Tableau récapitulatif
Ce tableau présente le bilan saison par saison du Racing Club de Lens en Coupe de France.
- L'équipe qui évolue à domicile est annoncée au début de case. Si c'est le score qui apparaît, alors c'est Lens qui reçoit.
- Le score est toujours annoncé dans le sens de Lens.

| Saison    | 7e tour                        | 8e tour               | 32e de finale                  | Seizièmes de finale           | Huitièmes de finale          | Quarts de finale                     | Demi-finales          | Finale                 |
| --------- | ------------------------------ | --------------------- | ------------------------------ | ----------------------------- | ---------------------------- | ------------------------------------ | --------------------- | ---------------------- |
| 1929-1930 |                                |                       |                                |                               |                              |                                      |                       |                        |
| 1930-1931 | 4-0 UA Paris                   | Ermont 8-3            | 6-3 Illkirch- Graffenstaden    | Le Havre 0-1                  |                              |                                      |                       |                        |
| 1931-1932 |                                | Bourget 2-0           | 6-1 Troyes                     | 1-5 Roubaix                   |                              |                                      |                       |                        |
| 1932-1933 |                                | Hénin 4-3             | 0-0 / 2-0 Metz (D1)            | Sochaux (D1) 0-8              |                              |                                      |                       |                        |
| 1933-1934 |                                |                       | 5-0 Deux Vireux                | Amiens 0-5                    |                              |                                      |                       |                        |
| 1934-1935 |                                | Le Havre 1-2 (ap)     |                                |                               |                              |                                      |                       |                        |
| 1935-1936 |                                | Hagondange 4-0        | 2-0 Moyeuvre (DH)              | Charleville (D2) 2-4          |                              |                                      |                       |                        |
| 1936-1937 |                                | 11-1 Poissy           | Choisy-le-Roi 5-0              | Agde 5-0                      | Red Star (D1) 2-3            |                                      |                       |                        |
| 1937-1938 |                                |                       | 2-1 Auchel                     | RC Paris (D1) 0-5             |                              |                                      |                       |                        |
| 1938-1939 |                                | Avion 8-1             | Colmar (D2) 1-3                | RC Paris (D1) 0-2             |                              |                                      |                       |                        |
| 1939-1940 |                                |                       | Arras (D1) 0-0 / 7-3           | 2-0 Valenciennes              | 3-1 Compiègne                | 2-1 (ap) CA Paris (D1)               | Marseille (D1) 1-9    |                        |
| 1940-1941 |                                |                       |                                |                               |                              |                                      | Fives 0-2             |                        |
| 1941-1942 |                                |                       | 10-0 Wingles                   | 16-0 Corbehem                 | 4-2 Arras                    | 2-0 Valenciennes                     | 4-1 (ap) Bruay        | 3-1 (ap) OIC Lille     |
| 1942-1943 |                                |                       |                                | 32-0 Auby                     | Bully 1-1 / 9-0              | Fives 4-2                            | 5-0 Sochaux           | 2-0 OIC Lille          |
| 1943-1944 | [ Note 6 ]                     |                       | Valenciennes 4-1               | Cannes 3-1                    | 4-0 Marseille                | 3-1 Paris                            | Reims 0-0 / 1-2       |                        |
| 1944-1945 |                                |                       | 10-0 Amiens                    | Tourcoing 13-1                | 10-0 Nancy                   | Toulouse (D1) 3-4                    |                       |                        |
| 1945-1946 |                                |                       | Auchel 5-0                     | Rouen (D1) 1-0                |                              |                                      |                       |                        |
| 1946-1947 |                                |                       | 4-1 Vésinet                    | Le Mans (D2) 2-1              |                              |                                      |                       |                        |
| 1947-1948 |                                |                       | 3-0 Saint-Étienne (D1)         | 2-0 Bayeux (PH)               | 3-2 Rennes (D1)              | 2-1 SF Paris (D1)                    | 5-1 Colmar (D2)       | Lille (D1) 2-3         |
| 1948-1949 |                                |                       | Lille (D1) 1-3                 |                               |                              |                                      |                       |                        |
| 1949-1950 |                                |                       | LB Bordeaux (PH) 2-3           |                               |                              |                                      |                       |                        |
| 1950-1951 |                                |                       | Montpellier (D2) 1-2           |                               |                              |                                      |                       |                        |
| 1951-1952 |                                |                       | Strasbourg (D1) 1-3            |                               |                              |                                      |                       |                        |
| 1952-1953 |                                |                       | 1-0 Béziers (D2)               | SF Paris (D2) 2-2 / 0-3       |                              |                                      |                       |                        |
| 1953-1954 |                                |                       | Nice (D1) 0-5                  |                               |                              |                                      |                       |                        |
| 1954-1955 |                                |                       | 5-0 Oignies (CFA)              | Angers (D2) 2-3 (ap)          |                              |                                      |                       |                        |
| 1955-1956 |                                |                       | Vernon (CFA) 3-0               | 3-2 Bordeaux (D1)             | 4-1 (ap) Caen (CFA)          | Nancy 1-3 (ap)                       |                       |                        |
| 1956-1957 |                                |                       | 10-0 Blois (CFA)               | Toulouse (D1) 2-2 / 0-3       |                              |                                      |                       |                        |
| 1957-1958 |                                |                       | 7-0 Cambrai (DH)               | 4-2 (ap) Fontainebleau (DH)   | 3-2 Le Havre (D2)            | 1-0 Bordeaux (D2)                    | Reims (D1) 1-2        |                        |
| 1958-1959 |                                |                       | Red Star (D2) 1-1 / 0-2        |                               |                              |                                      |                       |                        |
| 1959-1960 |                                |                       | 2-0 Caen (CFA)                 | Forbach (D2) 1-4              |                              |                                      |                       |                        |
| 1960-1961 |                                |                       | Caen (CFA) 1-2 (ap)            |                               |                              |                                      |                       |                        |
| 1961-1962 |                                |                       | 5-0 Cherbourg (D2)             | 8-0 Châteauroux (CFA)         | Saint-Étienne (D1) 0-3       |                                      |                       |                        |
| 1962-1963 |                                |                       | 2-1 Lille (D2)                 | Sochaux (D1) 1-0              |                              |                                      |                       |                        |
| 1963-1964 |                                |                       | 1-1 / 1-0 Roubaix (PH)         | 1-1 / 2-1 Angers (D1)         | 4-2 (ap) Sochaux (D2)        | Lyon (D1) 1-2                        |                       |                        |
| 1964-1965 |                                |                       | 3-0 Arras (DH)                 | Rennes (D1) 3-4               |                              |                                      |                       |                        |
| 1965-1966 |                                |                       | Lille (D1) 0-3                 |                               |                              |                                      |                       |                        |
| 1966-1967 |                                |                       | 1-0 Dieppe (DH)                | 1-1 / 2-0 Abbeville (CFA)     | 2-1 (ap) Sedan (D1)          | Angoulème (D2) 0-2                   |                       |                        |
| 1967-1968 |                                |                       | 1-0 Abbeville (CFA)            | Bordeaux (D1) 1-0             |                              |                                      |                       |                        |
| 1968-1969 | [ Note 15 ]                    | 4-1 Creil (CFA)       | 3-0 Saint- Quentin (CFA)       | Angers (D2) 0-0 / 1-3         |                              |                                      |                       |                        |
| 1969-1970 | 6-1 Vieux-Condé                | 1-0 Oignies (DH)      | Nantes (D1) 1-6                |                               |                              |                                      |                       |                        |
| 1970-1971 | 3-2 Beauvais                   | 2-1 Hénin (DH)        | 5-1 Troyes (D2)                | Dunkerque (D2) 1-2            |                              |                                      |                       |                        |
| 1971-1972 | 7-0 Brévannes                  | 2-2 / 1-0 (Montreuil) | 2-0 Quevilly (D2)              | 5-1 Châteauroux (D2)          | 1-0 / 1-1 Mantes (D2)        | 1-0 / 0-0 R. Star (D1)               | Bastia (D1) 0-3 / 2-0 |                        |
| 1972-1973 |                                | 3-2 Saint-Omer (DH)   | Lille (D2) 1-1 / 0-2           |                               |                              |                                      |                       |                        |
| 1973-1974 |                                |                       | 2-1 Sedan (D1)                 | Rouen (D2) 0-1 / 0-0          |                              |                                      |                       |                        |
| 1974-1975 |                                |                       | 2-1 Orléans (D3)               | Brest (D2) 0-1 / 5-1          | 3-1 / 3-1 Toulon (D2)        | Metz (D1) 3-4 / 3-1                  | 3-2 (ap) Paris (D1)   | Saint-Étienne (D1) 0-2 |
| 1975-1976 |                                |                       | 2-2 (5-2) Mutzig (D3)          | 0-3 / 1-1 Paris (D1)          |                              |                                      |                       |                        |
| 1976-1977 |                                |                       | 3-1 Morangis- Chilly (PH)      | 2-0 / 2-1 Metz (D1)           | Angers (D1) 1-0 / 1-0        | 2-1 / 0-1 Nantes (D1)                |                       |                        |
| 1977-1978 |                                |                       | Dunkerque (D2) 0-1             |                               |                              |                                      |                       |                        |
| 1978-1979 |                                | 6-0 Bruay (DH)        | 3-2 Laval (D1)                 | 1-2 / 3-3 Nancy (D1)          |                              |                                      |                       |                        |
| 1979-1980 |                                |                       | 0-0 (6-5) Abbeville (D3)       | Paris (D1) 2-0 / 1-1          | 5-4 / 0-2 Montpellier (D2)   |                                      |                       |                        |
| 1980-1981 |                                |                       | 1-0 La Roche-sur- Yon (D3)     | Tours (D1) 2-1 / 2-1          | Le Havre (D2) 0-1 / 2-0      | 3-1 / 0-1 Lille (D1)                 | Bastia (D1) 0-2 / 0-1 |                        |
| 1981-1982 |                                |                       | Tours (D1) 2-5 (ap)            |                               |                              |                                      |                       |                        |
| 1982-1983 |                                |                       | 1-0 (ap) Grenoble (D2)         | 1-0 / 0-2 Bordeaux (D1)       |                              |                                      |                       |                        |
| 1983-1984 |                                |                       | 1-0 (ap) Orléans (D2)          | Reims (D2) 2-2 / 0-0          | 1-0 / 0-0 Strasbourg (D1)    | 0-1 / 2-2 Toulon (D1)                |                       |                        |
| 1984-1985 |                                |                       | 2-0 Brest (D3)                 | 4-0 / 0-0 Stade Français (D2) | 1-1 / 1-2 Saint-Étienne (D2) |                                      |                       |                        |
| 1985-1986 |                                |                       | 3-0 Garges-lès- Gonesse (DH)   | Beauvais (D2) 2-1 / 1-1       | Limoges (D2) 4-3 / 4-1       | 2-1 / 0-2 Paris (D1)                 |                       |                        |
| 1986-1987 |                                |                       | 3-0 Le Havre (D1)              | Rouen (D3) 0-0 / 2-1          | Périgueux (D4) 4-0 / 4-2     | 0-1 / 0-0 Marseille (D1)             |                       |                        |
| 1987-1988 |                                |                       | 1-0 Beauvais (D2)              | Dunkerque (D2) 2-0 / 3-0      | Sète (D2) 0-0 / 1-0          | 2-2 / 0-1 Sochaux (D2)               |                       |                        |
| 1988-1989 |                                |                       | 4-2 (ap) Le Portel             | 1-0 / 0-2 Beauvais (D2)       |                              |                                      |                       |                        |
| 1989-1990 |                                | 1-0 Tartane           | Épinal (D3) 1-2                |                               |                              |                                      |                       |                        |
| 1990-1991 | 1-2 Amiens (D3)                |                       |                                |                               |                              |                                      |                       |                        |
| 1991-1992 |                                |                       | Colmar (DH) 3-0                | Caen (D1) 4-5 (ap)            |                              |                                      |                       | [ Note 28 ]            |
| 1992-1993 |                                |                       | Savigny (DH) 3-1               | Gueugnon (D2) 0-0 (4-2)       | Toulouse (D1) 0-2            |                                      |                       |                        |
| 1993-1994 |                                |                       | Trélazé (PH) 5-0               | 3-0 Bastia (D2)               | 3-1 Charleville (D2)         | Paris SG (D1) 2-1                    | 0-2 Montpellier (D1)  |                        |
| 1994-1995 |                                |                       | Vitrolles (N3) 1-0             | Auxerre (D1) 0-0 (3-4)        |                              |                                      |                       |                        |
| 1995-1996 |                                |                       | Monaco (D1) 0-1 (ap)           |                               |                              |                                      |                       |                        |
| 1996-1997 |                                |                       | Bourges (N1) 3-0               | Auxerre (D1) 0-0 (4-5)        |                              |                                      |                       |                        |
| 1997-1998 |                                |                       | 2-1 Le Havre (D1)              | Epinal (N) 2-0 (ap)           | Argentan (CFA 2) 3-1         | Caen (D2) 2-1                        | 2-0 Lyon (D1)         | Paris (D1) 1-2         |
| 1998-1999 |                                |                       | Armentières (CFA) 5-2 (ap)     | 3-1 Marseille (D1)            | 1-1 (2-4) Laval (D2)         |                                      |                       |                        |
| 1999-2000 |                                |                       | Besançon (N) 1-2               |                               |                              |                                      |                       |                        |
| 2000-2001 |                                |                       | 2-2 (3-5) Troyes (D1)          |                               |                              |                                      |                       |                        |
| 2001-2002 |                                |                       | Valenciennes (CFA) 1-0         | 0-1 Marseille (D1)            |                              |                                      |                       |                        |
| 2002-2003 |                                |                       | Forbach (CFA) 3-2              | Toulouse (L2) 0-1             |                              |                                      |                       |                        |
| 2003-2004 |                                |                       | 1-0 Le Mans (L1)               | Dijon (N) 2-1                 |                              |                                      |                       |                        |
| 2004-2005 |                                |                       | Saint-Dizier (DH) 4-0          | Lille (L1) 2-3                |                              |                                      |                       |                        |
| 2005-2006 |                                |                       | Le Mans (L1) 1-0               | Rennes (L1) 0-1               |                              |                                      |                       |                        |
| 2006-2007 |                                |                       | Nancy (L1) 3-3 (9-8)           | Orléans (CFA) 3-1             | Clermont- Ferrand (N) 4-1    | Montceau (CFA) 0-1                   |                       |                        |
| 2007-2008 |                                |                       | 0-1 Niort (L2)                 |                               |                              |                                      |                       |                        |
| 2008-2009 | Arras (CFA 2) 0-0 (2-4)        |                       |                                |                               |                              |                                      |                       |                        |
| 2009-2010 |                                |                       | Compiègne (CFA) 1-0            | 3-1 Marseille (L1)            | 2-1 (ap) Brest (L2)          | 3-1 Saint-Étienne (L1)               | Monaco (L1) 0-1 (ap)  |                        |
| 2010-2011 |                                |                       | 1-5 Paris SG (L1)              |                               |                              |                                      |                       |                        |
| 2011-2012 | Sannois St-Gratien (N) 1-2     |                       |                                |                               |                              |                                      |                       |                        |
| 2012-2013 | Les Lilas (DH) 3-0             | Armentières (DH) 6-0  | 2-1 Rennes (L1)                | Stade Bordelais (CFA) 3-0     | 2-0 Epinal (N)               | 2-3 Bordeaux (L1)                    |                       |                        |
| 2013-2014 | Creil (DH) 5-0                 | Nesle (DH) 4-1        | Avranches (CFA) 3-1            | 2-1 a.p. Bastia (L1)          | Lyon (L1) 2-1 a.p.           | Monaco (L1) 0-6                      |                       |                        |
| 2014-2015 |                                |                       | 2-3 Lyon (L1)                  |                               |                              |                                      |                       |                        |
| 2015-2016 | Quevilly-Rouen (CFA) 1-2       |                       |                                |                               |                              |                                      |                       |                        |
| 2016-2017 | Marcq-en-Baroeul (DHR) 3-0     | 2-0 Wasquehal (CFA)   | 2-0 Metz (L1)                  | Bergerac (CFA) 2-0            |                              |                                      |                       |                        |
| 2017-2018 | Noeux-les-Mines (R2) 5-0       | 3-2 a.p. Reims (L2)   | 3-2 a.p. Boulogne-sur-Mer (N1) | Saint-Brieuc (N2) 1-0         | 1-0 Troyes (L1)              | Les Herbiers (N1) 0-0 a.p. (2-4 tab) |                       |                        |
| 2018-2019 | Nogent-sur-Oise (R1) 2-0       | Versailles (N3) 4-2   | Reims (L1) 1-2                 |                               |                              |                                      |                       |                        |
| 2019-2020 | 3-1 a.p. Boulogne-sur-Mer (N1) | Dieppe (N3) 1-2       |                                |                               |                              |                                      |                       |                        |
| 2020-2021 |                                |                       | Nantes (L1) 4-2                | Red Star (N1) 2-3             |                              |                                      |                       |                        |
| 2021-2022 |                                |                       | Poitiers (N3) 1-0              | 2-2 (4-3 tab) Lille (L1)      | 2-4 Monaco (L1)              |                                      |                       |                        |
| 2022-2023 |                                |                       | Linas-Montlhéry (N3) 2-0       | Brest (L1) 3-1                | Lorient (L1) 1-1 (4-2 tab)   | Nantes (L1) 1-2                      |                       |                        |
| 2023-2024 |                                |                       | Monaco (L1) 2-2 (5-6 tab)      |                               |                              |                                      |                       |                        |

Légende : (-) = Tirs au but (avec prolongation préalable) ; (ap) = après prolongation.
      Victoire finale ;       Victoire en finale de zone ;       Qualification ;       Élimination